# Ласк (Ирландия)
Ласк (англ. Lusk; ирл. Lusca) — (переписной) посёлок в Ирландии, находится в графстве Фингал (провинция Ленстер).

## Топоним
По легенде, топоним «Lusca» восходит к имени святому Маккаллину, основателю около 450 года городской церкви. Устная традиция предполагает, что Маккаллин, возможно, либо жил в пещере, либо был похоронен в ней, и что название «Ласк» происходит от древнеирландского слова Lusca, означающего «пещера» или «подземная камера». В дохристианские времена этот район был известен как Брегия и, как говорили, был местом рождения жены Кухулина, Эмер в ирландской мифологии.

## Демография
Население — 5236 человек (по переписи 2006 года). В 2002 году население составляло 2456 человек.
Данные переписи 2006 года:
| Общие демографические показатели |               |                               |                               |      |      |
| Всё население                    | Всё население | Изменения населения 2002—2006 | Изменения населения 2002—2006 | 2006 | 2006 |
| 2002                             | 2006          | чел.                          | %                             | муж. | жен. |
| 2456                             | 5236          | 2780                          | 113,2                         | 2571 | 2665 |

В нижеприводимых таблицах сумма всех ответов (столбец «сумма»), как правило, меньше общего населения населённого пункта (столбец «2006»).
| Религия (Тема 2 — 5 : Число людей по религиям, 2006) |             |                |             |            |       |      |
| Католики, чел.                                       | Католики, % | Другая религия | Без религии | не указано | сумма | 2006 |
| 4399                                                 | 84,0        | 438            | 299         | 100        | 5236  | 5236 |

| Этно-расовый состав (Этничность. Тема 2 — 3 : Постоянное население по этническому или культурному происхождению, 2006) |            |              |       |        |        |            |       |       |
| Белые ирландцы | Лухт-шулта | Другие белые | Негры | Азиаты | Другие | Не указано | сумма | 2006  |
| 4321 | 3          | 434          | 208   | 84     | 59     | 79         | 5188  | 5236  |
| Доля от всех отвечавших на вопрос, %                                                                                   |            |              |       |        |        |            |       |       |
| 83,3 | 0,1        | 8,4          | 4,0   | 1,6    | 1,1    | 1,5        | 100   | 99,11 |

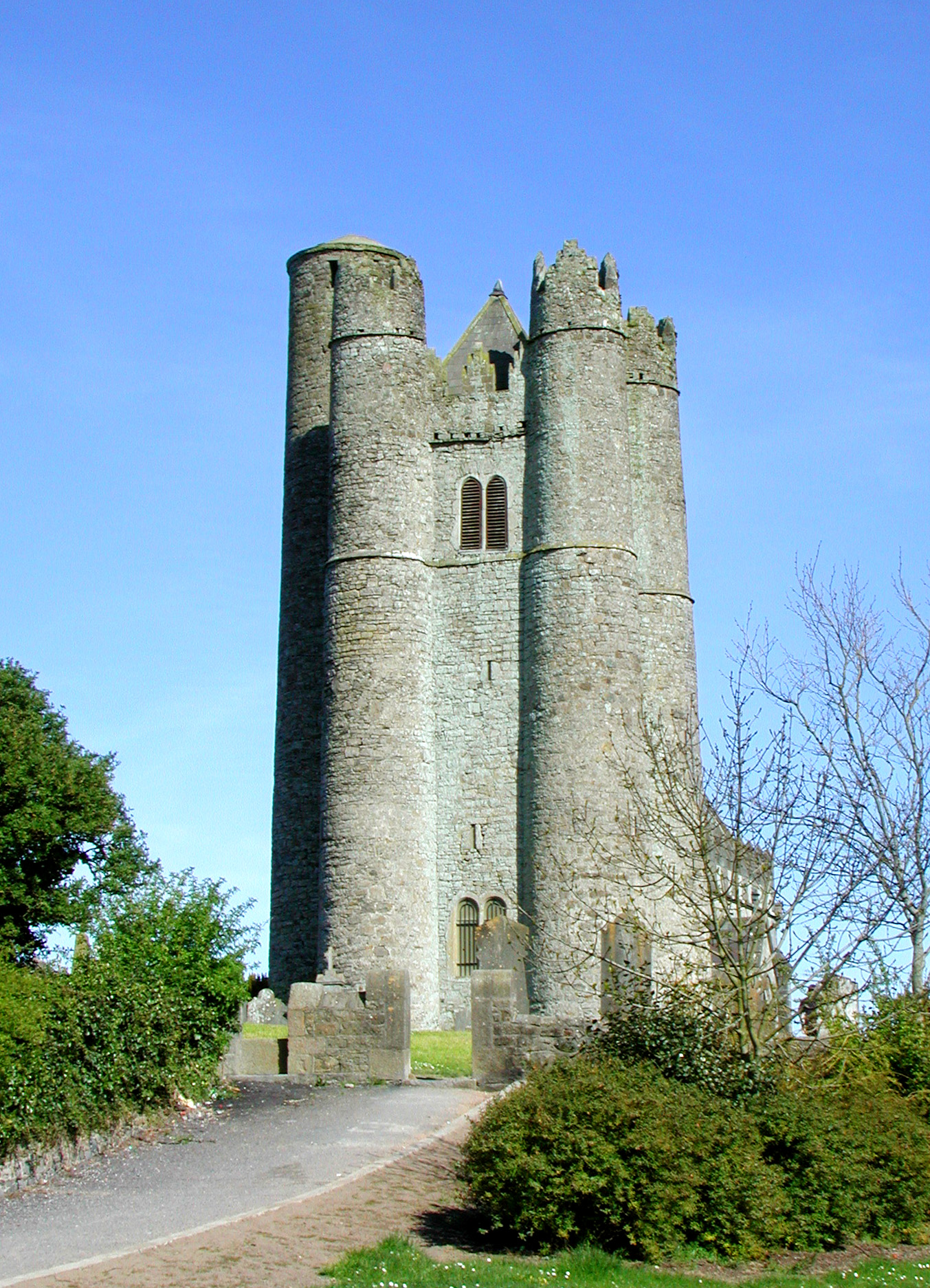
Церковь в Ласке, май 2007 года

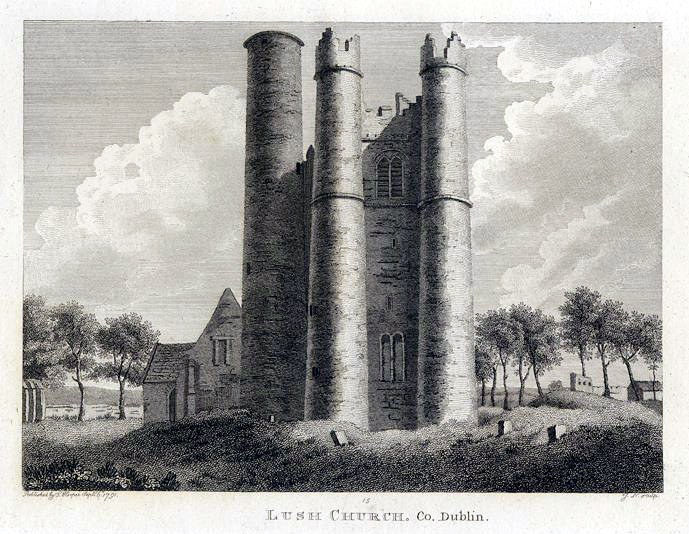
Церковь в Ласке, 1791 год

1 — доля отвечавших на вопрос о языке от всего населения.
| Владение ирландским языком (Тема 3 — 1 : Число людей от 3 лет и старше по способности говорить по-ирландски, 2006) |      |            |       |       |
| Владеете ли Вы ирландским языком?                                                                                  |      |            |       |       |
| Да | Нет  | Не указано | сумма | 2006  |
| 1724 | 3035 | 111        | 4870  | 5236  |
| Доля от всех отвечавших на вопрос о языке, %                                                                       |      |            |       |       |
| 35,4 | 62,3 | 2,3        | 100   | 93,01 |

1 — доля отвечавших на вопрос о языке от всего населения.
| Использование ирландского языка (Тема 3 — 2 : Говорящие по-ирландски от 3 лет и старше по частоте использования ирландского языка, 2006) |                                                            |                                               |                                               |                                               |                                               |                                               |       |                                     |      |
| Как часто и где Вы говорите по-ирландски?                                                                                                |                                                            |                                               |                                               |                                               |                                               |                                               |       |                                     |      |
| ежедневно, только в образовательных учреждениях                                                                                          | ежедневно, как в образовательных учреждениях, так и вне их | в других местах (вне образовательной системы) | в других местах (вне образовательной системы) | в других местах (вне образовательной системы) | в других местах (вне образовательной системы) | в других местах (вне образовательной системы) | сумма | всего, отвечавших на вопрос о языке | 2006 |
| ежедневно, только в образовательных учреждениях                                                                                          | ежедневно, как в образовательных учреждениях, так и вне их | ежедневно                                     | каждую неделю                                 | реже                                          | никогда                                       | не указано                                    | сумма | всего, отвечавших на вопрос о языке | 2006 |
| 435 | 23                                                         | 29                                            | 86                                            | 552                                           | 573                                           | 26                                            | 1724  | 4870                                | 5236 |
| Доля от всех отвечавших на вопрос о языке, %                                                                                             |                                                            |                                               |                                               |                                               |                                               |                                               |       |                                     |      |
| 8,9 | 0,5                                                        | 0,6                                           | 1,8                                           | 11,3                                          | 11,8                                          | 0,5                                           | 35,4  | 100                                 |      |

| Типы частных жилищ (Тема 6 — 1(a) : Число частных домовладений по типу размещения, 2006) |          |         |                 |            |       |      |
| Отдельный дом                                                                            | Квартира | Комната | Переносные дома | не указано | сумма | 2006 |
| 1858                                                                                     | 45       | 1       | 3               | 32         | 1939  | 5236 |

## Известные уроженцы, жители
Епископом в Ласке служил  святой Маккаллин Лускский, умер 496.